# Leimacomys buettneri
Leimacomys buettneri (Matschie, 1893) è un roditore della famiglia dei Muridi, unica specie del genere Leimacomys (Matschie, 1893) e della sottofamiglia Leimacomyinae (Musser & Carleton, 2005), endemico del Togo.

## Descrizione

### Dimensioni
Roditore di piccole dimensioni, con lunghezza della testa e del corpo di 118 mm, la lunghezza della coda di 37 mm, la lunghezza del piede di 23 mm, la lunghezza delle orecchie di 14 mm e un peso probabilmente intorno ai 30 g.

### Caratteristiche craniche e dentarie
Il cranio è robusto e presenta le placche zigomatiche estese, il rostro lungo e ampio che si assottiglia lateralmente verso la punta, creste sopra-orbitali sviluppate, la bolla timpanica piccola, i fori palatali lunghi e i terzi molari superiori ed inferiori non ridotti nelle dimensioni. Gli incisivi superiori hanno un solco longitudinale e sono protodonti, ovvero con le punte rivolte in avanti, mentre quelli inferiori sono molto stretti.
Sono caratterizzati dalla seguente formula dentaria:

### Aspetto
La pelliccia è lunga, densa e senza peli più lunghi che fuoriescono dal pelliccia sottostante. Le parti superiori variano dal marrone scuro al bruno-grigiastro con la base dei peli grigia, le spalle e i fianchi sono marroni chiare, mentre le parti ventrali sono bruno-grigiastre chiare. Il dorso dei piedi è ricoperto di corti peli brunastri. Le orecchie sono piccole e ricoperte densamente di corti peli. Tutte le zampe hanno 5 dita, il mignolo è rudimentale. Gli artigli delle zampe anteriori sono abbastanza lunghi, anche se alquanto più corti di quelli dei piedi. La coda è estremamente corta e priva di peli.

## Biologia

### Comportamento
È una specie terricola e fossoria.

### Alimentazione
Si tratta probabilmente di una specie insettivora.

## Distribuzione e habitat
Questa specie è conosciuta soltanto da 2 individui catturati nel 1890 vicino a Yege nel Togo centrale.
Probabilmente è presente anche nelle adiacenti foreste del Ghana.
Vive nelle foreste.

## Conservazione
La IUCN Red List, considerato che non è stato più osservato dalla data della sua descrizione e che non sono state affrontate ricerche sul campo per determinarne l'areale, lo stato delle popolazioni e i requisiti ecologici, classifica L. buettneri come specie con dati insufficienti (DD).